# Чемпионат США по волейболу среди мужчин
Чемпионат США по волейболу среди мужчин — ежегодное соревнование мужских волейбольных команд Соединённых Штатов Америки. Проводится с 1928 года.
До 2012 соревнования проводились в рамках открытого чемпионата США. В 2013—2016 организатором являлась Волейбольная премьер-лига США (USA Premier Volleyball League — PVL).
С 2018 года проходят чемпионаты в рамках профессиональной Национальной волейбольной ассоциации (National Volleyball Association — NVA).

## Формула соревнований
Чемпионат в премьер-лиге проводился в одном городе в течение нескольких дней и состоял из двух групповых этапов и плей-офф. 
За победы со счётом 3:0 и 3:1 команды получают по 3 очка, за победы 3:2 − 2, за поражения 2:3 — 1 очко, за поражения 0:3 и 1:3 очки не начисляются. Первичным критерием при распределении мест в группах является количество побед, затем — результаты личных встреч, далее — количество очков, соотношение партий, соотношение игровых очков.
4-й чемпионат США в рамках PVL прошёл с 28 по 31 мая 2016 года в Орландо (штат Флорида). В нём приняли участие 15 команд, представлявшие региональные волейбольные ассоциации: «Хусьер Пайнэппл» (штат Индиана), «Грейт Лэйкс Лайтнинг» (штат Иллинойс), «Айова Айсмэн» (штат Айова), «Бэджер Лайтс Аут» (штат Висконсин), «Алоха Спорт Конкс» (штат Гавайи), «Флорида Уэйв» (штат Флорида), «Ирукуойс Эмпайр» (штат Нью-Йорк), «Кейстоун Пенн Блэст» (штат Пенсильвания), «Саут Калифорния Эвеланш» (штат Калифорния), «Аризона Сиззл» (штат Аризона), «Чесапик Райзинг Тайд» (штат Виргиния), «Галф Кост Риптайдс» (штат Луизиана), «Норт Калифорния Уайлдфайр» (штат Калифорния), «Лэйкшор Сёрдж» (штат Мичиган), «Нью Инглэнд Миднайт Райдерз» (штат Мэн). Чемпионский титул во 2-й раз подряд выиграла команда «Хусьер Пайнэппл», победившая в финале «Грейт Лэйкс Лайтнинг» 3:1. 3-е место заняла «Айова Айсмэн».
В 2017 году чемпионат PVL не проводился, а национальное первенство вновь было разыграно в рамках открытого чемпионата США. В турнире, прошедшем с 27 по 30 мая в Анахайме, приняли участие 11 команд: «Хусьер Пайнэппл» (штат Индиана), GEVA (Нью-Йорк), «OCVC Чакарронс» (штат Калифорния), Volleyball Academy of America (Плезантон, штат Калифорния (Северная)), «Ирукуойс Эмпайр» (штат Нью-Йорк), «Саут Калифорния Эвеланш» (штат Калифорния), «Аризона Сиззл» (штат Аризона), «Бэджер Лайтс Аут» (штат Висконсин), «Аризона Хит» (штат Аризона), «Айова Айсмэн» (штат Айова),  «UACH Mexico» (Чиуауа, Мексика). Турнир состоял из предварительного этапа и плей-офф. На предварительной стадии команды были разделены на две группы, в которых играли в один круг. По три лучшие команды из групп вышли в плей-офф и по многоступенчатой формуле определили двух финалистов, которые разыграли первенство. Чемпионский титул выиграла команда «Саут Калифорния Эвеланш», победившая в финале «Хусьер Пайнэппл» 3:0. 3-е место заняла Volleyball Academy of America.
В 2018 национальное первенство вновь проводилось в рамках открытого чемпионата страны. Турнир прошёл 26-29 мая в Далласе (штат Техас) с участием 7 команд: «OCVC Чакарронс» (штат Калифорния), «Норт-Ист Форс» (Новая Англия), «Тим LVC» (штат Нью-Йорк), «Тим Фридом» (Нью-Йорк), «Свингерс» (Новая Англия),  «UACH Mexico» (Чиуауа, «Сикс Бакс» (штат Огайо). Команды играли в один круг, после чего 4 лучших вышли в полуфинал плей-офф. Победители полуфинальных пар в финальном матче определили чемпиона, проигравшие в матче за 3-е место — бронзового призёра. Чемпионский титул выиграла команда «Тим LVC», победившая «Тим Фридом» 3:0. 3-е место занял «OCVC Чакарронс».
В 2019 открытый чемпионат США прошёл 24-28 мая в Колумбусе (штат Огайо) с участием 6 команд: «Академи Юнайтед» (Плезантон, штат Калифорния (Северная)), «Тим Фридом» (Нью-Йорк), RUKKUS (штат Калифорния (Южная)), «Тим LVC» (штат Нью-Йорк), «Норт-Ист Форс» (Новая Англия), «Олд Пэлц» (Нью-Йорк). На первом этапе команды провели однокруговой турнир, после чего по многоступенчатой формуле определили двух финалистов, которые разыграли первенство. Чемпионский титул выиграла «Академи Юнайтед», победившая в финале RUKKUS 3:0. 3-е место заняла «Тим LVC».

## Чемпионы (открытый чемпионат)
| - 1928 YМКА «Джермантаун» Филадельфия - 1929 YМКА «Гайд Парк» Чикаго - 1930 YМКА «Гайд Парк» Чикаго - 1931 YМКА Сан-Антонио - 1932 YМКА Сан-Антонио - 1933 YМКА Хьюстон - 1934 YМКА Хьюстон - 1935 YМКА Хьюстон - 1936 YМКА Хьюстон - 1937 YМКА «Данкэн» Чикаго - 1938 YМКА Хьюстон - 1939 YМКА Хьюстон - 1940 «Лос-Анджелес» - 1941 YМКА «Норт Авеню» Чикаго - 1942 YМКА «Норт Авеню» Чикаго - 1943 чемпионат не проводился - 1944 чемпионат не проводился - 1945 YМКА «Норт Авеню» Чикаго - 1946 YМКА Пасадина - 1947 YМКА «Норт Авеню» Чикаго - 1948 YМКА «Старз Голливуд» Лос-Анджелес - 1949 YМКА «Даунтаун» Лос-Анджелес - 1950 YМКА Лонг-Бич - 1951 YМКА «Старз Голливуд» Лос-Анджелес - 1952 YМКА «Старз Голливуд» Лос-Анджелес - 1953 YМКА «Старз Голливуд» Лос-Анджелес - 1954 YМКА Стоктон - 1955 YМКА Стоктон - 1956 YМКА «Старз Голливуд» Лос-Анджелес - 1957 YМКА «Старз Голливуд» Лос-Анджелес - 1958 YМКА «Старз Голливуд» Лос-Анджелес - 1959 YМКА «Старз Голливуд» Лос-Анджелес - 1960 «Вестсайд» Лос-Анджелес - 1961 YМКА «Старз Голливуд» Лос-Анджелес - 1962 YМКА «Старз Голливуд» Лос-Анджелес - 1963 YМКА «Старз Голливуд» Лос-Анджелес - 1964 YМКА «Старз Голливуд» Лос-Анджелес - 1965 «Вестсайд» Лос-Анджелес - 1966 «Сэнд энд Си Клаб» Лос-Анджелес - 1967 «Фресно» - 1968 «Вестсайд» Лос-Анджелес - 1969 YМКА «Даунтаун» Лос-Анджелес - 1970 «Чарт Хаус» Сан-Диего - 1971 YМКА Санта-Моника | - 1972 «Чарт Хаус» Сан-Диего - 1973 «Чакс Стик» Лос-Анджелес - 1974 «Санта-Барбара» - 1975 «Чарт Хаус» Сан-Диего - 1976 «Малибу» - 1977 «Чакс» Санта-Барбара - 1978 «Чакс» Лос-Анджелес - 1979 «Наутилус» Лонг-Бич - 1980 «Олимпик Клаб» Сан-Франциско - 1981 «Наутилус» Лонг-Бич - 1982 «Чакс» Лос-Анджелес - 1983 «Наутилус Пасифика» Лонг-Бич - 1984 «Наутилус Пасифика» Лонг-Бич - 1985 «Молтен» Торранс - 1986 «Молтен» Торранс - 1987 «Молтен» Торранс - 1988 «Молтен» Торранс - 1989 «Кеннет Аллен» Чикаго - 1990 «Найк» Карсон - 1991 «Найк» Карсон - 1992 «Креол Сикс Пакс» Элмонт - 1993 «Хантингтон-Бич» - 1994 «Пол Митчелл» Хантингтон-Бич - 1995 «Шахтёр» Донецк - 1996 «Пол-Ам Бруклин» Нью-Йорк - 1997 «Кэнак Стафф» Калгари - 1998 «Талса Таун» Талса - 1999 «Лос-Анджелес Атлетик Клаб» - 2000 «Пол Митчелл» Хантингтон-Бич - 2001 «Лос-Анджелес Атлетик Клаб» - 2002 «Пол Митчелл» Хантингтон-Бич - 2003 «Пол Митчелл» Хантингтон-Бич - 2004 «Бамесо» Нью-Йорк - 2005 «Бамесо» Колумбия - 2006 «Пол Митчелл» Хантингтон-Бич - 2007 «Пол Митчелл» Хантингтон-Бич - 2008 «Пол Митчелл» Хантингтон-Бич - 2009 «Пол Митчелл» Хантингтон-Бич - 2010 «Секонд Сити Премьер» Чикаго - 2011 «Креол» Нью-Йорк - 2012 «Лайтс Аут» Чикаго - 2017 «Саут Калифорния Эвеланш» штат Калифорния - 2018 «Тим LVC» штат Нью-Йорк - 2019 «Академи Юнайтед» Плезантон |

## Профессиональные волейбольные лиги

### International Volleyball Association (IVA)
Интернациональная волейбольная ассоциация существовала в 1975—1980 годах. Чемпионами были: «Лос-Анджелес Старз» (1975), «Сан-Диего Брейкерз» (1976), «Орэндж Каунти Старз» (1977), «Санта-Барбара Спайкерз» (1978), «Тусон Скай» (1979).

### USA Premier Volleyball League (PVL)
Волейбольная премьер-лига США основана в 2012 году и включила в себя 40 региональных ассоциаций волейбола, разделённых на три конференции (западную, центральную и восточную). Первый чемпионат мужских команд прошёл в 2013 году с участием 5 клубов и завершился победой команды «Флорида Уэйв». В чемпионате 2014 приняли участие уже 12 команд.

#### Призёры PVL
| Сезон | 1-е место                           | 2-е место                               | 3-е место                                   |
| ----- | ----------------------------------- | --------------------------------------- | ------------------------------------------- |
| 2013  | «Флорида Вэйв» (штат Флорида)       | «Грейт Лэйкс Лайтс Аут» (штат Иллинойс) | «Норт Калифорния Премьер» (штат Калифорния) |
| 2014  | «Грейт Лэйкс Лайтс» (штат Иллинойс) | «Чесапик Райзинг Тайд» (штат Виргиния)  | «Кейстоун Пенн Блэст» (штат Пенсильвания)   |
| 2015  | «Хусьер Пайнэппл» (штат Индиана)    | «Грейт Лэйкс Лайтнинг» (штат Иллинойс)  | «Кейстоун Пенн Блэст» (штат Пенсильвания)   |
| 2016  | «Хусьер Пайнэппл» (штат Индиана)    | «Грейт Лэйкс Лайтнинг» (штат Иллинойс)  | «Айова Айсмэн» (штат Айова)                 |

### National Volleyball Association (NVA)
В 2017 году объявлено об образовании мужской профессиональной волейбольной лиги — Национальной волейбольной ассоциации (NVA). В лигу входят 12 команд (в том числе одна из Пуэрто-Рико), разделённых на две конференции — Национальную и Американскую. Регулярный сезон продолжается с марта по июль (август), в ходе которого каждая команда проводит по 10 матчей (7 — с командами своей конференции, 3 — с командами другой конференции). 8 лучших команд (по 4 из каждой конференции) выходят в плей-офф и далее в одном городе определяют призёров чемпионата. Пары плей-офф проводят по одному матчу.
В чемпионате NVA 2023 года приняли участие 12 команд:
- Национальная конференция — «Чикаго Антачеблс» (Чикаго), «Лос-Анджелес Блейз» (Лос-Анджелес), «Техас Тайрентс» (Льюисвилл), «Орэндж Каунти Станнерс» (Коста-Меса), «Тим Фридом» (Фэрфилд), «Пуэрто-Рико Пайтонс» (Сан-Хуан, Пуэрто-Рико).
- Американская конференция — «Сан-Диего Уайлд» (Сан-Диего), «Филадельфия Фаундерс» (Филадельфия), «Юта Стингерс» (Солт-Лейк-Сити), «Лас-Вегас Рамблерс» (Лас-Вегас), «Онтарио Матадорс» (Ранчо-Кукамонга), «Саутерн Эскпосьюр» (Гейнсвилл).

Плей-офф прошёл в Лонг-Биче (Калифорния). Чемпионский титул выиграл «Орэндж Каунти Станнерс», победивший в финале «Сан-Диего Уайлд» 3:0. 3-е место занял «Техас Тайрентс».

#### Призёры NVA
| Сезон | 1-е место                             | 2-е место                             | 3-е место                             |
| ----- | ------------------------------------- | ------------------------------------- | ------------------------------------- |
| 2018  | «Тим Пайнэппл» (Ангола)               | «Аризона Сиззл» (Финикс)              | «Чикаго Айсмэн» (Чикаго)              |
| 2019  | «Нью-Йорк Легион» (Олбани)            | «Тим Пайнэппл» (Ангола)               | «Орэндж Каунти Станнерс» (Коста-Меса) |
| 2020  | «Юта Стингерс» (Солт-Лейк-Сити)       | «Орэндж Каунти Станнерс» (Коста-Меса) | «Лас-Вегас Рамблерс» (Лас-Вегас)      |
| 2021  | «Орэндж Каунти Станнерс» (Коста-Меса) | «Лас-Вегас Рамблерс» (Лас-Вегас)      | «Юта Стингерс» (Солт-Лейк-Сити)       |
| 2022  | «Лас-Вегас Рамблерс» (Лас-Вегас)      | «Орэндж Каунти Станнерс» (Коста-Меса) | «Техас Тайрентс» (Льюисвилл)          |
| 2023  | «Орэндж Каунти Станнерс» (Коста-Меса) | «Сан-Диего Уайлд» (Сан-Диего)         | «Техас Тайрентс» (Льюисвилл)          |
| 2024  | чемпионат отменён                     | чемпионат отменён                     | чемпионат отменён                     |
| 2025  | чемпионат отменён                     | чемпионат отменён                     | чемпионат отменён                     |